# 金逵
金逵（1472年—？），浙江寧波府鄞縣民籍，應天府江寧縣富戶人，明朝政治人物。

## 生平
弘治八年（1495年）乙卯科浙江鄉試第八名舉人。弘治九年（1496年）聯捷丙辰科會試第一百二十名，三甲第十九名進士。歷官员外郎，正德四年（1509年）七月升廣東按察司佥事，六年正月考察以不謹闲住。

## 家族
曾祖金仲廣；祖父金存節，贈刑部主事；父金澤，都察院右副都御史。母范氏（封安人）。具庆下。弟金述。